# Atalanta Bergamasca Calcio U23
La Atalanta Bergamasca Calcio U23, más conocido como Atalanta U23 es un club de fútbol profesional con sede en Bérgamo, Lombardía, Italia. El club juega actualmente en la Serie C.
Es el segundo equipo de la Atalanta B. C..

## Historia
El equipo fue fundado el 21 de junio de 2023. El 4 de agosto ocupó el puesto del Siena para participar en la Serie C.

## Entrenadores
- Francesco Modesto (2023-2025)
- Salvatore Bocchetti (2025-)